# Andrena phoenicura
Andrena phoenicura är en biart som beskrevs av Warncke 1975. Andrena phoenicura ingår i släktet sandbin, och familjen grävbin. Inga underarter finns listade i Catalogue of Life.